# Acanthopsoides hapalias
Acanthopsoides hapalias és una espècie de peix de la família dels cobítids i de l'ordre dels cipriniformes.

## Morfologia
- Els mascles poden assolir 6 cm de llargària total.[4][5]

## Alimentació
Menja invertebrats bentònics (principalment, larves de quironòmids) i algues.

## Hàbitat
Viu en zones de clima tropical.

## Distribució geogràfica
Es troba a les conques dels rius Mekong i Chao Phraya.